# Konrad Gobel
Konrad Gobel (auch Conrad Gobel bzw. Göbel) oder Konrad von Frankfurt (* ~1498/1499 in Frankfurt am Main; † 27. Dezember 1568 ebenda) war ein deutscher Glockengießer und Büchsenmeister und entstammte einer bekannten deutschen Bronze-, Geschütz- und Glockengießerfamilie im Frankfurt des 16. Jahrhunderts.

## Biografie
Der Sohn des Niklas (Nicolaus) Gobel († 1508), Kannengießer und Büchsenmeister aus Dinkelsbühl, und der Frankfurterin Margarethe Hase wurde um 1498/99 geboren. Ab dem 16. Jahrhundert blühten Künste und Gewerbe in Frankfurt am Main auf. Vermutlich wurde er in Mainz ausgebildet. 1526 setzte ihn der Rat der Stadt Frankfurt als Leiter der Gießhütte ein, die er entweder von seiner verwitweten und wiederverheirateten Mutter oder von seinem Bruder Simon Gobel übernahm, die dieser schon 1521 innehatte. Konrad wurde 1528 Bürger und zugleich Büchsenmeister der Stadt. Seine Tätigkeiten kulminieren in den 1540er Jahren in der gehaltvollen Glockengießerei und ein Jahrzehnt später im Gießen von Geschützen. Er verunglückte 1553 und geriet mit seinen Lieferungen für den Rat in Verzug. Dadurch musste er seine Stellung als Büchsenmeister aufgeben. 1560 übergab er seine Werkstatt an seinen Sohn Nikolaus (1530–1576). Gobel war mit einer Veronika Schöffer, Tochter des Mainzer Buchdruckers Ivo Schöffer, verheiratet. Er starb am 27. Dezember 1568 in Frankfurt.

## Glocken
Aus seiner Werkstatt stammten zwei Glocken von 1544 und 1545 in der Kirche St. Stephan zu Mainz und eine Glocke von 1557 in der Pfarrkirche St. Laurentius zu Ebersheim in Rheinhessen (1920 von der Kirchengemeinde weiterveräußert), die sich dadurch vor andern Glocken auszeichnen, dass Abgüsse von Medaillen und geschnittenen Steinen, auch antiken Münzen auf ihnen angebracht sind und ihn als virtuosen Künstler der Renaissance und Kenner der italienischen Medaillenkunst auszeichnen.
Im Geläut in der Wehrkirche zu Klein-Umstadt ist ebenfalls eine Bronzeglocke von Konrad erhalten. Sie ist die älteste Glocke des Dreiergeläuts und ist mit 1541 an der Glocke datiert. Eine Inschrift läuft auf der Schulter zwischen Rundstegen um. Als Worttrenner und Zierrat dienen ebenfalls Münzen, die Männerbüsten zeigen. Die Münzumschriften sind heute unleserlich. Unter dem Untersteg befindet sich ein stehender Blütenfries. Auf der Flanke sind zwei Reliefs mit der Auferstehung Christi und der Anbetung der Könige angebracht.
Von seinem Werk sind noch bekannt:
- nicht mehr vorhandene Glocke in Beerfelden (1529)
- eine noch erhaltene Glocke in Reiskirchen bei Wetzlar (1537)
- eine 1543 für das Benediktinerkloster Schlüchtern geschaffene Glocke
- eine für das Rathaus Hochheim 1548 hergestellte Glocke
- für die Einhardsbasilika Seligenstadt (1557)

## Geschützguss
Gobel nutzte das damals neue Gussverfahren Formguss statt des üblichen Abdruckgusses in Wachskästen. Seine Falkone für Schloss Braunfels, datiert 1538, wird als eines der bedeutendsten Meisterwerke deutscher Geschützgießerei der Renaissance bewertet. 1539 hatte er für Frankfurt zwei Kanonen gegossen, die uns urkundlich als Justitia und Nemesis bekannt sind und zusammen „120 Zentner und 2 Pfund“ (~6001 kg) schwer waren. Bis 1554 hatte er zehn Feldschlangen für die Stadt Frankfurt gegossen und zwölf weitere waren für die folgenden zwei Jahre avisiert. 1560 bot er der Stadt Frankfurt an, zwei neue Kanonen zu gießen, jede wieder etwa drei Tonnen schwer und dabei das Material alter Feldschlangen zu benutzen. Sie sollten je mit einem „wilden Mann“ und einer „wilden Frau“ verziert werden. Sie wurden vermutlich bereits von seinem Sohn Nicolaus gefertigt.

## Metallguss
Gobel goss auch eine kleine, jetzt im Gewerbemuseum zu Berlin befindliche, Bronzetafel, die laut testamentarischer Bestimmung in den Sarg des Kardinals Albrecht von Brandenburg, Erzbischof von Mainz, gelegt wurde und einen prachtvollen Kronleuchter für den Westchor des Mainzer Doms, der heute nicht mehr vorhanden ist.